# 呉尚垠
呉 尚垠（オ・サンウン、오상은、Oh Sang-eun、1977年4月13日- ）は、韓国の卓球選手。
息子呉晙誠(オ・ジュンソン、오준성、Oh Junsung、2006年6月12日 ｰ )も卓球選手である。

## プレースタイル
ハイトスとミドルトスを使い分ける鋭く切れたサービスと、前陣での安定した両ハンドドライブが持ち味。特にバックハンドドライブはアジアの大砲との異名に相応しい破壊力を誇る。全体的に全身の力が程よく抜けており、体の使い方が非常に上手い。

## 主な戦績
- 1997年
  - 第44回世界選手権マンチェスター大会 男子団体3位
- 2001年
  - 第46回世界選手権大阪大会 男子ダブルス3位（金擇洙と）、混合ダブルス準優勝（金武校と）、男子団体3位
- 2002年
  - ITTFプロツアー・グランドファイナル（2001 海南） 男子ダブルス優勝（金擇洙と）
- 2003年
  - 第47回世界選手権パリ大会 男子ダブルス3位（金擇洙と）
- 2004年
  - 第47回世界選手権ドーハ大会 男子団体3位
- 2005年
  - 第48回世界選手権上海大会 男子シングルス3位
- 2006年
  - 第48回世界選手権ブレーメン大会 男子団体準優勝
- 2007年
  - アジア選手権揚州大会 男子シングルス3位、混合ダブルス優勝（郭芳芳と）
- 2008年
  - 北京オリンピック 男子シングルス ベスト8、男子団体銅メダル
- 2009年
  - 男子ワールドカップ（モスクワ） 4位
- 2012年
  - ロンドンオリンピック 男子団体銀メダル